# Emile Dumon
Emile Dumon (Brugge, 8 juni 1862 - Munsbach, Groothertogdom Luxemburg, 19 januari 1948) was een Belgisch arts en tijdens de Eerste Wereldoorlog Vlaams activist en collaborateur met de Duitse bezetter.

## Levensloop
Dumon was de oudste van de zes kinderen in het gezin van Edouard Dumon (1838-1912) en Louise Verriest (1841-na 1918). Edouard was gespecialiseerd in het fabriceren van meubelen en biljarten. 
Na de humaniora aan het koninklijk atheneum in Brugge, begon Emile in 1879 de studies geneeskunde aan de Rijksuniversiteit Gent. In 1884 kochten zijn ouders een groot herenhuis in de Hoogstraat waarin hij in 1885 zijn dokterskabinet vestigde. Daarnaast had hij een tweede praktijk in Blankenberge en gaf opdracht aan zijn broer, architect Oscar Dumon, om er een kliniek te bouwen. Hij verwierf bekendheid als een sociale dokter die zich bekommerde om arme patiënten. Hij was vele jaren arts bij de socialistische ziekenbond Emile Moyson.
Zoals zijn vader behoorde Dumon tot de liberale partij. In 1894 stond hij op de kandidatenlijst voor de provincieraadsverkiezingen, in 1899 en 1911 voor de gemeenteraadsverkiezingen en in 1912 voor de wetgevende verkiezingen. Hij stond telkens op onverkiesbare plaatsen. In 1912 werd hij plaatselijk voorzitter van het liberale Van Gheluwes' Genootschap en van de Liberale Volksbond alsook ondervoorzitter van het Liberaal Vlaams Verbond. In deze functies behoorde hij tot de politiek-radicale en Vlaamsgezinde fracties, die regelmatig in botsing kwamen met de conservatieven van de Association Libérale.
In 1900 trouwde hij met de Duitse Ida Schüler en ze kregen drie dochters en een zoon.

## Eerste Wereldoorlog
Tijdens de Eerste Wereldoorlog werd Dumon een erg controversiële aanhanger van de Duitse bezetter.
Hij kreeg vergunning om goederen van eerste noodzaak in te voeren, vooral uit Nederland (voedingsproducten en rookwaren), en ze te leveren aan de Duitse militaire kantines of met woekerwinsten te verkopen aan welvarende burgers. Hiermee maakte hij zich berucht en gehaat. Heel wat van zijn importactiviteiten organiseerde hij in samenwerking met zijn moeder, tot ze in meningsverschil geraakten over de verdeling van de winsten, met een rechtszaak tot gevolg, die echter als gevolg van het ontstane schandaal op bevel van de bezetter werd stopgezet. Hij werd ook tweemaal voor de rechtbank gedaagd voor frauduleuze praktijken (onder meer omdat hij weigerde douanerechten te betalen), maar de bezetter verbood vervolging van een lid van de Raad van Vlaanderen.
Bij de intrede van de Duitse troepen in Brugge op 14 oktober 1914 was Dumon de eerste om ze tegemoet te gaan en te verwelkomen. Hij leidde de hoofdofficieren de stad binnen tot aan het stadhuis en stelde ze aan de burgemeester voor. Enkele weken later ontving hij Jan Derk Domela Nieuwenhuis Nyegaard en zegde hem zijn medewerking toe voor de organisatie van de Jong-Vlaamsche Beweging. 
Wanneer de eerste Raad van Vlaanderen in februari 1917 werd opgericht, was hij er lid van als vertegenwoordiger uit Brugge en werd er penningmeester. Naarmate de oorlogsjaren zich ontwikkelden trad hij meer en meer op de voorgrond als voorstander van een onafhankelijke Vlaamse staat. In maart 1917 was hij een van de zeven vertegenwoordigers van de Raad van Vlaanderen die in Berlijn de kanselier Theobald von Bethmann-Hollweg ontmoetten.
Eind 1917 richtte hij in Brugge de Groeningewacht op die het activisme moest aanmoedigen door middel van meetings en geschriften. Hij nam een zo extreem Duitsgezinde houding aan, dat de andere bestuursleden tot zijn uitsluiting beslisten. Hij werd tevens lid in 1918 van de kortstondige tweede Raad van Vlaanderen en werd er lid van de Commissie voor sociale voorziening en van de subcommissie voor geneeskunde.
Eind 1918, net voor de Wapenstilstand, vluchtte Dumon naar Duitsland. In 1922 werd hij bij verstek ter dood veroordeeld. Na enkele jaren verbonden te zijn geweest aan een kindertehuis in Barkhausen, vestigde hij zich als ambteloos burger in Hannover. Tijdens de Tweede Wereldoorlog bezocht hij Brugge. In 1944 ontvluchtte hij het gebombardeerde Hannover en week uit naar Munsbach (Groothertogdom Luxemburg), waar hij overleed.